# نینا هوسپیان
نینا هوهانسی هٌوسپیان (ارمنی: Նինա Հովհաննեսի Հովսեփյան؛ ۱۴ آوریل ۱۹۱۵ – ۱۹ نوامبر ۱۹۷۷) یک بازیگر سینما اهل ارمنستان بود. 

## زندگی‌نامه
وی در ۱۴ آوریل ۱۹۱۵ در باکو به دنیا آمد و از فارغ‌التحصیل شد. وی همچنین برندهٔ جوایزی همچون هنرمند مردمی آذربایجان شوروی (۱۹۶۲) و نشان برجسته افتخار (۱۹۵۹) شده‌است. هوسپیان از سال ۱۹۳۴ در تئاتر دراماتیک ارمنی استپاناکرت فعالیت می‌کرد. وی در ۱۹ نوامبر ۱۹۷۷ در سن ۶۲ سالگی در استپاناکرت درگذشت.

## یادداشت
1. ↑  Ստեփանակերտի հայկական դրամատիկական թատրոն